# NGC 3582
NGC 3582 (również ESO 129-EN10) – mgławica emisyjna znajdująca się w konstelacji Kila. Została odkryta 14 marca 1834 roku przez Johna Herschela. Mgławica ta znajduje się w odległości około 9000 lat świetlnych od Ziemi w ramieniu Strzelca Drogi Mlecznej. Stanowi część obszaru gwiazdotwórczego RCW 57.
W NGC 3582 powstają nowe, jasne gwiazdy, które narodziły się w ciągu ostatnich kilku milionów lat. Zawiera ona co najmniej 33 masywne gwiazdy w ostatnich fazach formowania oraz potwierdzoną obecność wielopierścieniowych węglowodorów aromatycznych, złożonych cząsteczek węgla. Na obszarze NGC 3582 można odnaleźć gęste węzły ciemnego, międzygwiezdnego pyłu, jasne gwiazdy, pola jonizowanego przez te gwiazdy świecącego gazu wodorowego oraz wielkie pętle gazu odrzuconego przez umierające gwiazdy.